# Bistum Denpasar
Das Bistum Denpasar (lateinisch Dioecesis Denpasarensis) ist eine in Indonesien gelegene römisch-katholische Diözese mit Sitz in Denpasar.

## Geschichte
Das Bistum Denpasar wurde am 10. Juli 1950 durch Papst Pius XII. aus Gebietsabtretungen des Apostolischen Vikariates Kleine Sunda-Inseln als Apostolische Präfektur Denpasar errichtet. Die Apostolische Präfektur Denpasar wurde am 3. Januar 1961 durch Papst Johannes XXIII. mit der Apostolischen Konstitution Quod Christus zum Bistum erhoben und dem Erzbistum Ende als Suffraganbistum unterstellt.

## Ordinarien

### Apostolische Präfekten von Denpasar
- Hubertus Hermens SVD, 1950–1961

### Bischöfe von Denpasar
- Paul Sani Kleden SVD, 1961–1972
- Vitalis Djebarus SVD, 1980–1998
- Benyamin Yosef Bria, 2000–2007
- Silvester Tung Kiem San, seit 2008